# Prodiaphania minuta
Prodiaphania minuta là một loài ruồi trong họ Tachinidae.